# Shinjuku-sanchōme (métro de Tokyo)
Shinjuku-sanchōme (新宿三丁目駅, Shinjuku-sanchōme-eki) est une station du métro de Tokyo sur les lignes Fukutoshin, Marunouchi et Shinjuku dans l'arrondissement de Shinjuku à Tokyo. Elle est exploitée conjointement par le Tokyo Metro et le Bureau des Transports de la Métropole de Tokyo (Toei).

## Situation sur le réseau
La station Shinjuku-sanchōme est située au point kilométrique (PK) 7,9 de la Marunouchi, au PK 16,6 de la Fukutoshin et au PK 0,8 de la ligne Shinjuku.

## Histoire
La station a été inaugurée le 5 mars 1959 sur la ligne Marunouchi. La ligne Shinjuku y arrive le 16 mars 1980 et la ligne Fukutoshin le 14 juin 2008.

## Services aux voyageurs

### Accès et accueil
La station est ouverte tous les jours. Chaque ligne est desservie par un quai central encadré par deux voies, au 2e sous-sol pour les lignes Marunouchi et Shinjuku, et au 3e sous-sol pour la ligne Fukutoshin.
En moyenne, 149 796 voyageurs ont fréquenté quotidiennement la station en 2015 (partie Tokyo Metro).

### Desserte
- Ligne Marunouchi :
  - voie 1 : direction Ogikubo ;
  - voie 2 : direction Ikebukuro.
- Ligne Fukutoshin :
  - voie 3 : direction Shibuya (interconnexion avec la ligne Tōkyū Tōyoko pour Yokohama ;
  - voie 4 : direction Kotake-Mukaihara (interconnexion avec la ligne Seibu Yūrakuchō pour Hannō) ou Wakōshi (interconnexion avec la ligne Tōbu Tōjō pour Shinrinkōen).
- Ligne Shinjuku :
  - voie 1 : direction Shinjuku (interconnexion avec la ligne nouvelle Keiō pour Hashimoto et Takaosanguchi) ;
  - voie 2 : direction Motoyawata.

Installations de la station
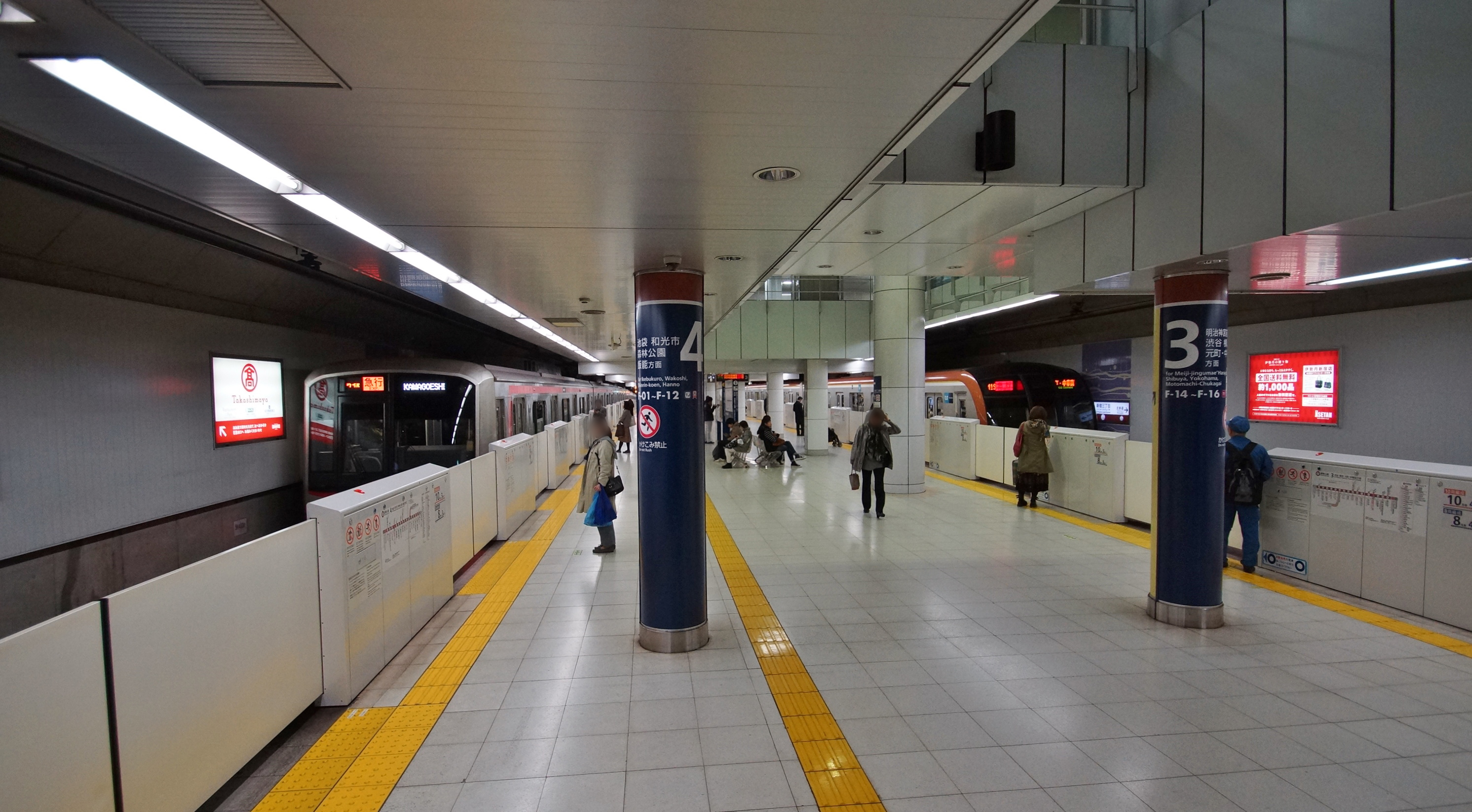
Quai de la ligne Fukutoshin.
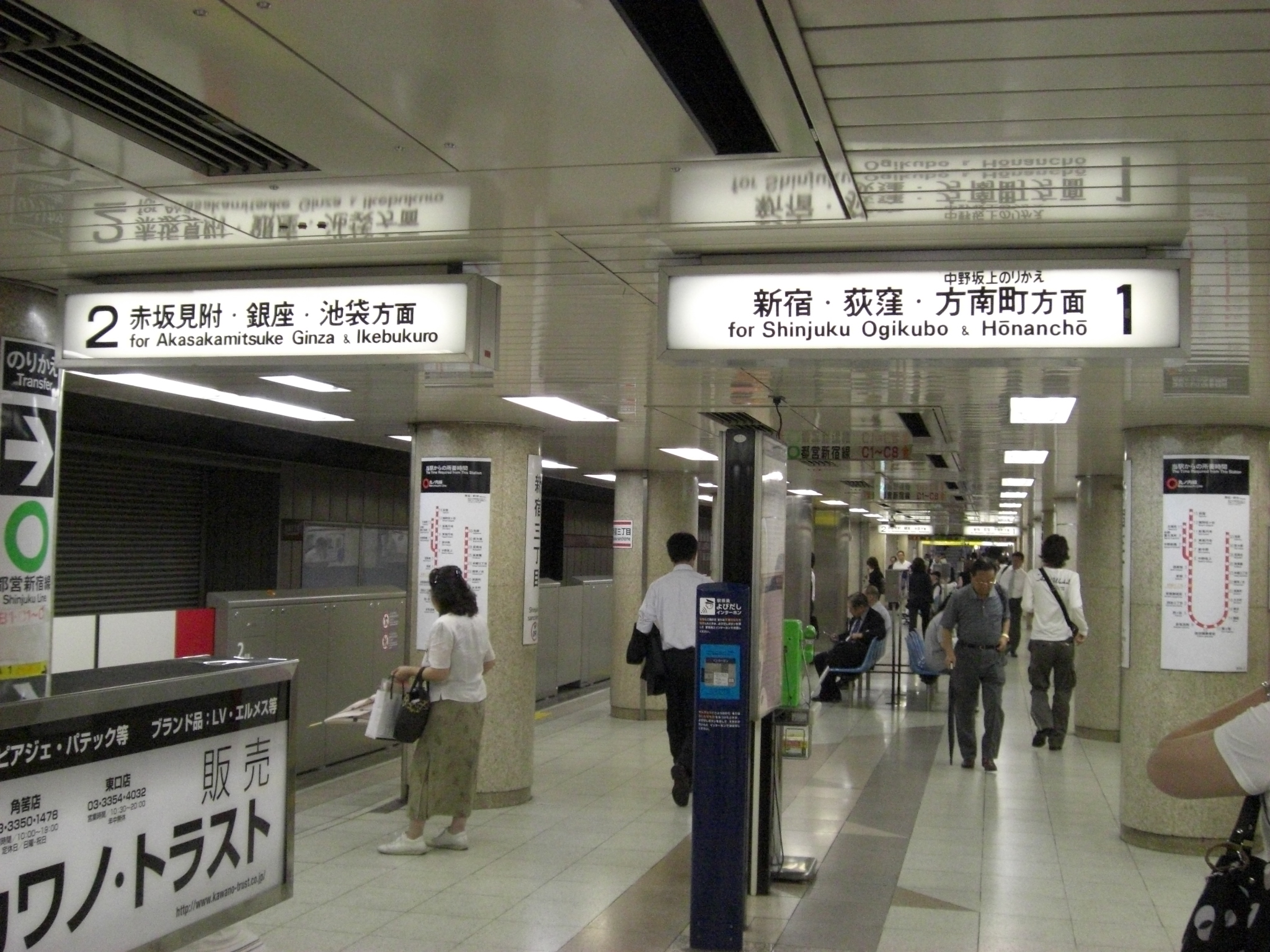
Quai de la ligne Marunouchi.
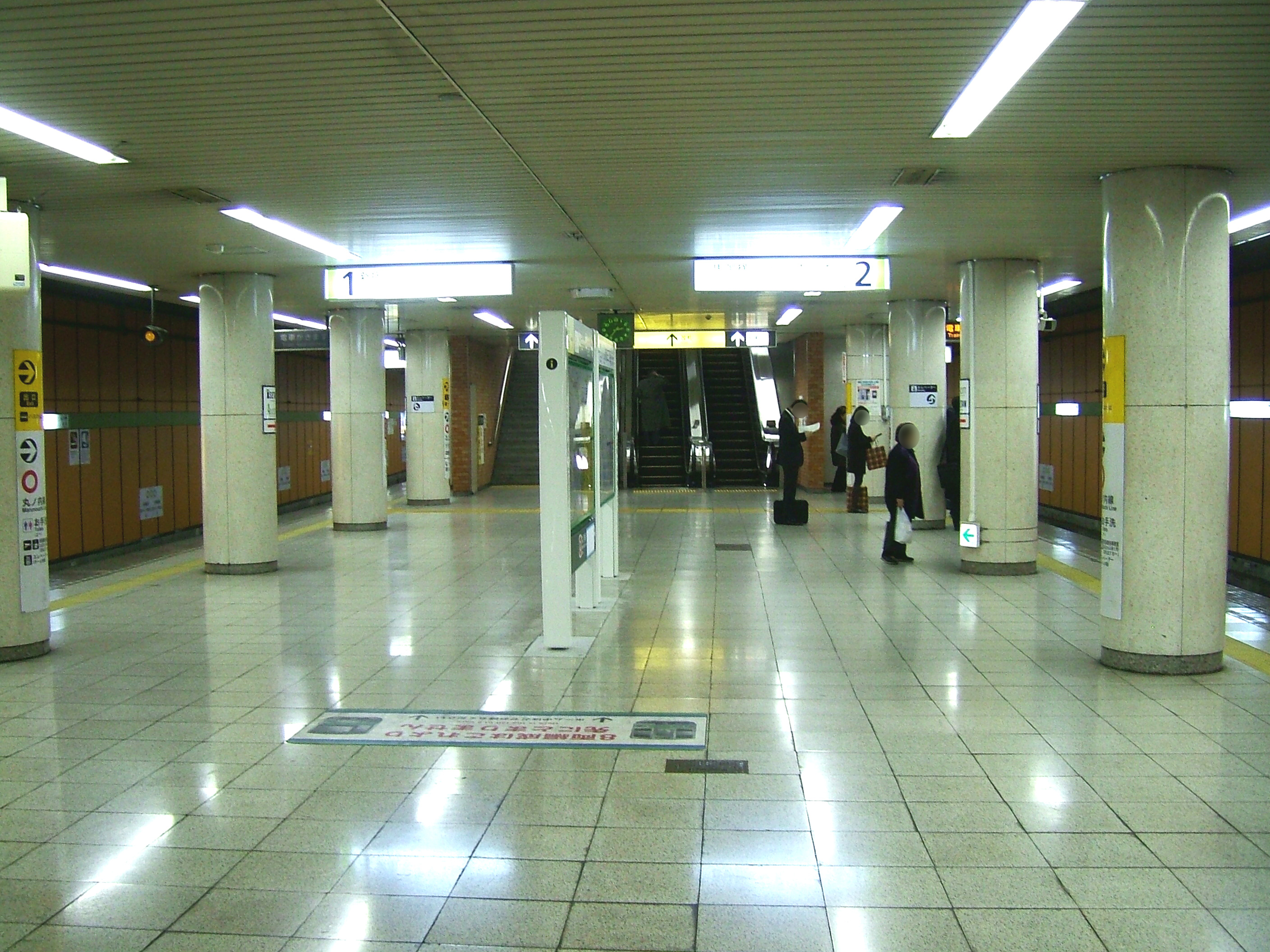
Quai de la ligne Shinjuku.

## A proximité
- Shinjuku Gyoen